# Astroloba
Astroloba Uitewaal – rodzaj roślin należący do rodziny złotogłowowatych (Asphodelaceae), obejmujący 10 gatunków, występujących endemicznie w Kraju Przylądkowym w Południowej Afryce. 
Nazwa naukowa rodzaju pochodzi od  greckich słów άστρος (astros – gwiazda) i λοβός (lobos – płatek) i odnosi się do gwiazdkowato rozchylających się listków okwiatu kwiatów tych roślin. Kwiaty tych roślin zapylane są przez ptaki.

## Morfologia

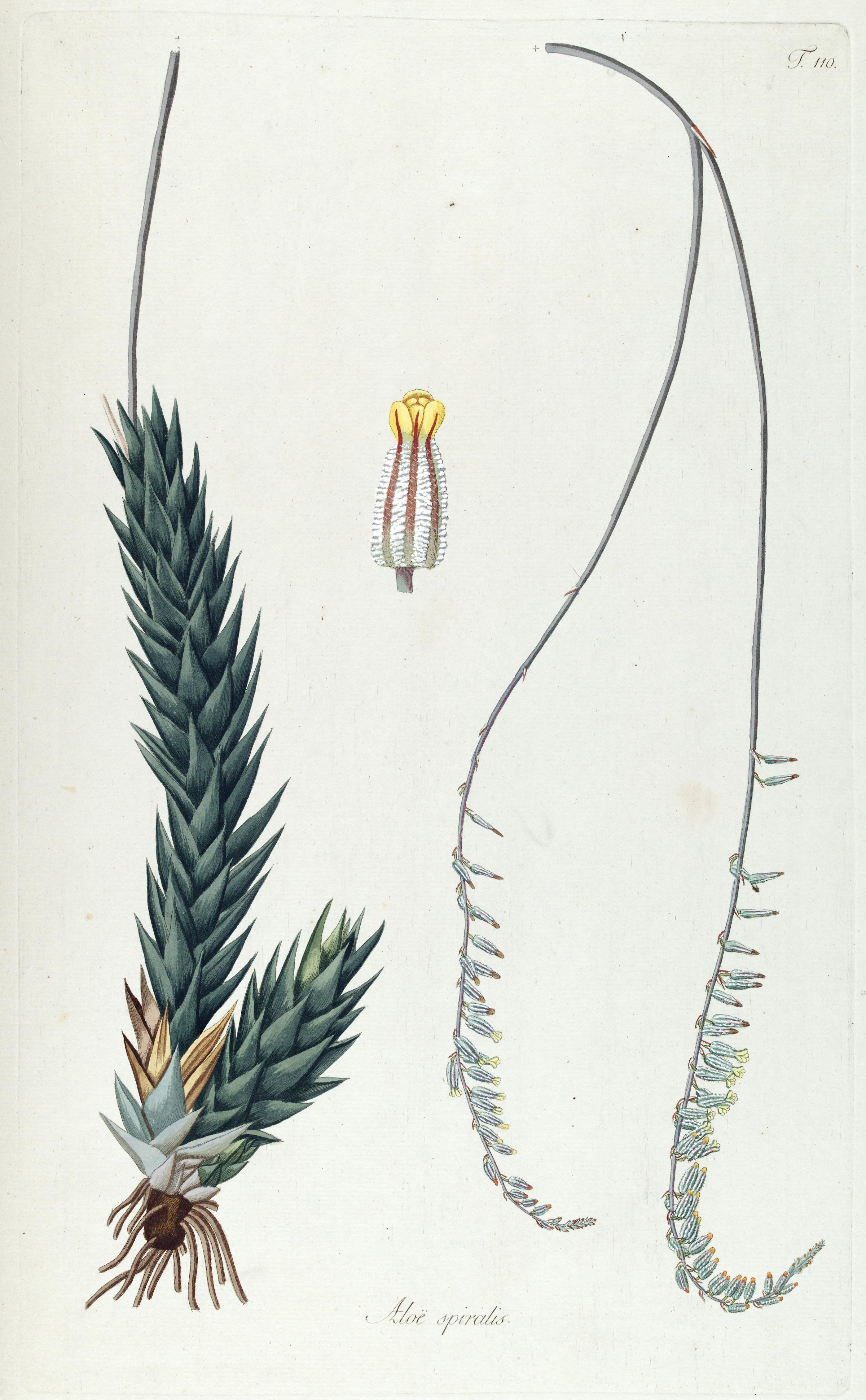
A. spiralis

PokrójNiewielkie, wolno rosnące, zielne, sukulentowe byliny, łodygowate, płożące lub wzniesione, rozrastające się od nasady łodygi lub poprzez podziemne rozłogi, tworzące małe lub duże skupiska.
LiścieLiczne, skrętoległe, łuskowate, u nasady otaczające łodygę, wyprostowane, trójkątnie spiczaste, skórzaste, jasno- do ciemnozielonych lub jaskrawozielonych. Górna płaszczyzna płaska lub wypukła, czasem z czerwonawymi prążkami, dolna część wypukła, zwykle z wyraźnym asymetrycznym wypustkiem na 2/3 długości. Brzegi blaszki i wypustka ostre lub lekko zaokrąglone, gładkie lub ząbkowane. Wierzchołek ostry, niekiedy zakończony kończykiem, gładki lub z okrągłymi wypukłościami, zielony do brązowawego.
KwiatyZebrane w luźne grono lub wiechę, o długości 10–40 cm, sporadycznie z dodatkowymi odgałęzieniami lub pąkami kątowymi. Szypułka gładka, prosta lub rozgałęziona, w dolnej niepłodnej części z błoniastymi, trójkątnymi do podługowato-spiczastymi podsadkami. Kwiaty wzniesione, rurkowate, czasem z nabrzmiałą tkanką na bokach okwiatu. Okwiat sześciolistkowy, listki złączone w dolnej części, wolne lecz przylegające w górnej, zwykle jednokolorowe, matowe, często szarawo-zielonkawo-białe, rzadziej kremowe, beżowe, żółte lub różowe. Sześć pręcików krótszych od listków okwiatu, o żółtawo-białych, nitkowatych nitkach. Główki pręcików żółte, grzbietowo wygięte, pękające podłużnie. Zalążnia górna, zielona, siedząca, podługowata, o wymiarach ok. 4×3 mm. Szyjka słupka biaława, prosta, główkowata, o długości ok. 4 mm, szydłowata. Znamię maleńkie, wierzchołkowe.
OwoceTrójkomorowe torebki, cylindryczne, podługowate do ściętych lub jajowate do zaostrzonych, pękające podłużnie, zawierające kanciaste, brunatne do czarnych, spłaszczone, oskrzydlone nasiona.

## Systematyka
Rodzaj z podrodziny Asphodeloideae z rodziny złotogłowowatych (Asphodelaceae). W niektórych ujęciach bywa włączany do rodzaju gasteria Gasteria. 
Wykaz gatunków
- Astroloba bullulata (Jacq.) Uitewaal
- Astroloba congesta (Salm-Dyck) Uitewaal
- Astroloba corrugata N.L.Mey. & Gideon F.Sm.
- Astroloba cremnophila van Jaarsv.
- Astroloba foliolosa (Haw.) Uitewaal
- Astroloba herrei Uitewaal
- Astroloba pentagona (Haw.) Uitewaal (="hallii" nom. nud.)[7]
- Astroloba robusta P.Reinecke ex Molteno, van Jaarsv. & Gideon F.Sm.
- Astroloba rubriflora (L.Bolus) Gideon F.Sm. & J.C.Manning
- Astroloba spiralis (L.) Uitewaal
- Astroloba spirella (Haw.) Molteno & Gideon F.Sm.  (="smutsiana" nom. nud.)[8]
- Astroloba tenax Molteno, van Jaarsv. & Gideon F.Sm.

## Zastosowanie
Rośliny te są uprawiane jako rośliny ozdobne.